# Rust (lied)
Rust is een lied van de Nederlandse rappers Yurmaine en Lijpe en het Azerbeidzjaans-Nederlandse producerduo CAPSLOCKED. Het werd in 2022 als single uitgebracht en stond in hetzelfde jaar als vijfde track op het album Tweestrijd van Yurmaine.

## Achtergrond
Rust is geschreven door Abdel Achahbar, Arif Gusejnov, Elmar Yadai en Germaine Romero en geproduceerd door CAPSLOCKED. Het is een nummer dat past in het genre nederhop met effecten uit de trap en emo rap. In het lied rappen de artiesten over hun onstuimige verleden en de rust die ze nu hebben nu ze dat deel van hun leven achter zich hebben gelaten. Verder rappen ze over hun huidige successen in hun leven. Het is anno 2023 de grootste hit uit de carrière van zowel Yurmaine als CAPSLOCKED.

## Hitnoteringen
De artiesten hadden bescheiden succes met het lied in Nederland. Het kwam tot de 41e plaats van de Single Top 100 in de drie weken dat het in deze hitlijst te vinden was. De Top 40 en haar Tipparade werden niet bereikt.